# Поляков, Иван Михайлович
Иван Михайлович Поляков (1909—1976) — советский фитопатолог, фитотоксиколог, доктор сельскохозяйственных наук, профессор, академик ВАСХНИЛ, видный ученый в области защиты растений, основатель отечественной фитотоксикологии, директор ВНИИ защиты растений (1941—1971)

## Биография
Родился 7 января 1909 года в г. Уфа, Российская империя.
- 1926—1930 — студент Казанского института сельского хозяйства и лесоводства
- 1930—1931 — специалист-фитопатолог Казанского лесотехнического института
- 1932—1935 — аспирант ВИЗР, г. Ленинград
- 1935—1936 — старший научный сотрудник ВИЗР, г. Ленинград
- 1936—1976 — руководитель лаборатории фитотоксикологии ВИЗР, г. Ленинград
- 1938—1941 — заместитель директора ВИЗР по научной работе, г. Ленинград
- 1941—1971 — директор ВИЗР, г. Ленинград
- 1935 — кандидат сельскохозяйственных наук; тема диссертации: «Изыскание новых ядов и научные основы конструкции их»
- 1962— доктор сельскохозяйственных наук; тема диссертации: «Научные основы изыскания новых фунгицидов и разработки методов их применения»
- 1956— член-корреспондент ВАСХНИЛ
- 1964— академик ВАСХНИЛ
- 1967— профессор

Умер 30 октября 1976 года в Ленинграде. Похоронен на Серафимовском кладбище.

## Научная деятельность
Основные исследования посвящены теоретическим и крупным прикладным проблемам фитопатологии и защите растений. Впервые раскрыл физико-химические основы действия фунгицидов на патогенные грибы. Исследовал иммунизацию растений фунгицидными препаратами и создал препараты различного принципа действия. Его научная работа способствовала успешному решению важнейшей проблемы в фитотоксикологии — замене опасных для применения ртуть- и медьсодержащих препаратов новыми безопасными препаратами органического синтеза. Оказал большое влияние на развитие Государственной службы защиты растений. Под его руководством, в том числе, была создана географическая сеть токсикологических лабораторий для проведения государственных испытаний новых пестицидов и биопрепаратов. С 1941 по 1971 гг. был бессменным директором ВИЗР. В эти годы достойно представлял нашу страну на всех международных форумах по защите растений. Разноплановая научная деятельность всегда была тесно связана с большой научно-организационной работой. В течение 30 лет выполнял обязанности председателя Всесоюзного координационного Совета по защите растений. Многие годы входил в состав научно-технического Совета МСХ СССР и в Президиум Государственной комиссии по химическим средствам защиты растений при МСХ СССР.
Среди его учеников — кандидаты сельскохозяйственных наук: Иванова М. М., Молчанов В. А., Петрова А. И., Попова Л. А., доктора наук Владимирская М. Е. и Попов В. И.

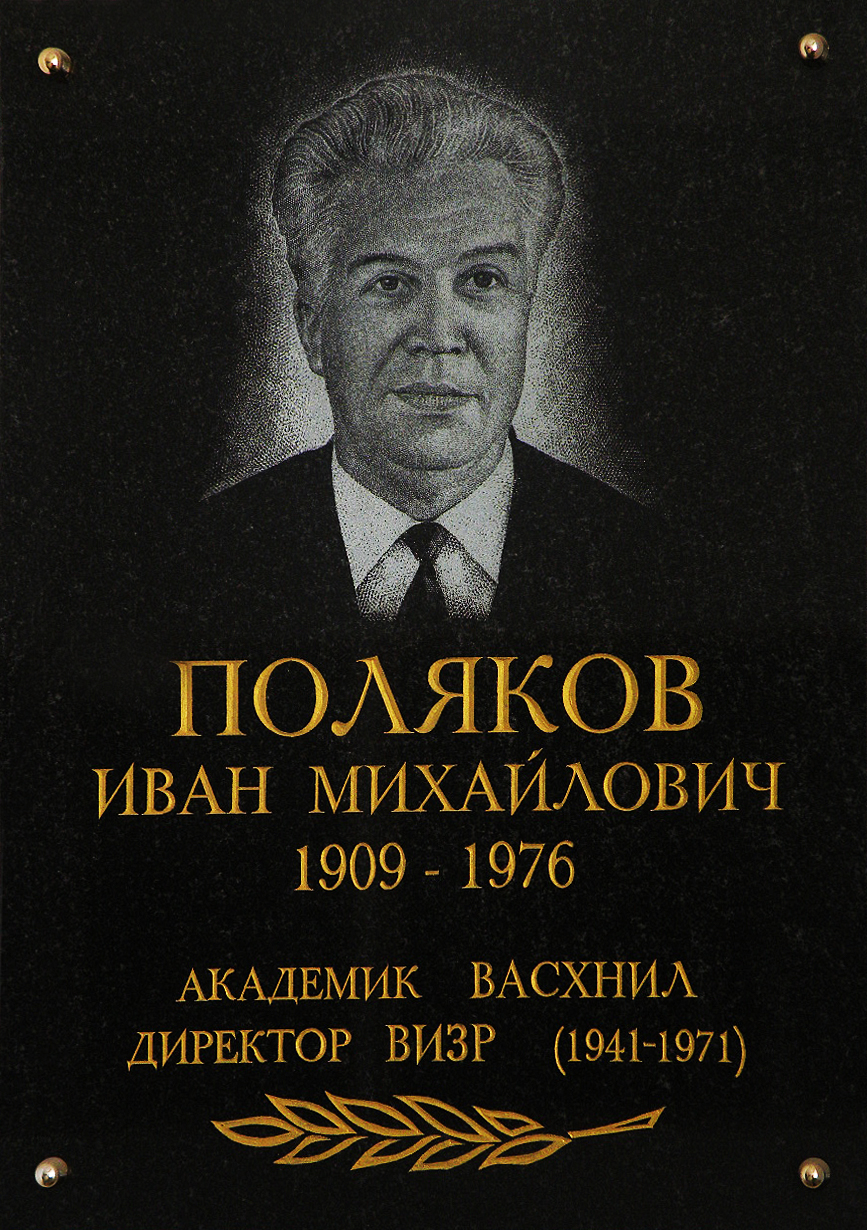
Иван Михайлович Поляков. Памятная доска, установленная в здании ВИЗР

## Основные труды
- Поляков И. М. Наука по защите растений в СССР // В кн.: Международный конгресс по фитопатологии, энтомологии и защите растений. Бухарест, 1951. Т. 2, с. 309—331.
- Поляков И. М., Никифоров А. М., Макринов А. Н. Как бороться с вредной черепашкой. 2-е изд. М.: Сельхозгиз. 1953. 16 с.
- Поляков И. М., Калашников К. Я. Методические указания к проведению исследований по усовершенствованию обеззараживания семян зерновых культур от головни. Л., ВИЗР. 1955. 22 с.
- Поляков И. М. О системе и направлении мероприятий по борьбе с вредителями и болезнями растений в связи с их влиянием на биоценоз // IX Международная конференция по карантину и защите растений от вредителей и болезней. Доклад советской делегации. М., 1958. 22 с.
- Поляков И. М. Достижения по защите растений в СССР // В кн.: Вопросы земледелия. М., 1959, с. 419—450.
- Поляков И. М. и др. Словарь-справочник фитопатолога. М.-Л., 1959. 415 с.
- Поляков И. М. Задачи науки по защите растений // В кн.: Материалы секции защиты растений Всесоюзного совещания специалистов сельского хозяйства. М., 1960. 24 с.
- Поляков И. М. Инструкция по применению препарата родан в борьбе с пыльной головней озимого ячменя и пшеницы. Л., 1963. 9 с.
- Поляков И. М. Достижения и перспективы защиты растений в СССР // В кн.: Достижения науки и развитие сельского хозяйства в СССР. М., 1970, с. 424—446.
- Поляков И. М., Куликов А. И. Методические указания по полусухому протравливанию семян сельскохозяйственных культур с прилипательной добавкой концентрата сульфитно-спиртовой барды. Л., 1970. 8 с.
- Поляков И. М., Петрова А. И. Методические указания по применению препарата родан в борьбе с пирикуляриозом риса. Л., 1970. 8 с.
- Поляков И. М. Химический метод защиты растений от болезней. 2-е изд. Л.: Колос. 1971. 167 с.
- Поляков И. М., Владимирская М. Е., Ильина М. Н. Методические указания. Применение цинеба и коллоидной серы в борьбе с чёрной ножкой и килой капусты. Л., 1972. 17 с.
- Поляков И. М., Владимирская М. Е., Выцкий В. А. и др. Методические рекомендации по борьбе с килой крестоцветных корнеплодов. Л., ВИЗР. 1978. 20 с.
- Поляков И. М., Новожилов К. В., Сазонов П. В. и др. Химические и биологические средства защиты растений: краткий справочник. М., 1978.

## Редактирование научных изданий
- Архангельский Н. Н. и Поляков И. М. (ред.). Борьба с клопом-черепашкой. М., 1951, 104 с.
- Поляков И. М. (ред.). Вредители и болезни лесных насаждений. Сб. статей. М.—Л., 1954, 208 с.
- Поляков И. М. (ред.). Органические инсектициды и их применение. Сб. статей. Л., 1956, 166 с.
- Поляков И. М. (ред.). Вредная черепашка. Ставрополь, 1958, 372 с.
- Поляков И. М. (отв. ред.). Ржавчина пшеницы. Сб. статей. Л., 1958, 218 с.
- Поляков И. М. (ред.). Вредные и полезные насекомые (биология, систематика, методы и исследования и меры борьбы). Л., 1964, 136 с.
- Поляков И. М. (ред.). Сборник статей по вопросам использования химических средств в защите растений. ВИЗР, Л., 1964, 72 с.
- Поляков И. М. (ред.). Предпосылки организации защиты растений от вредителей, болезней и сорняков в СССР. Л.: Наука. 1967, 80 с.
- Поляков И. М. (ред.). Комплексные зональные системы защиты хлебных злаков от вредителей, болезней и сорняков (Европейская часть). М., 1971, 92 с.
- Поляков И. М. (ред.). Рекомендации по интенсификации сельскохозяйственного производства Северо-Западного района Нечернозёмной зоны РСФСР. М., Россельхозиздат, 1975. 149 с.
- Поляков И. М. (ред.). Труды ВНИИ защиты растений. Вып. № 1—32, 1948—1971 гг.
- Поляков И. М. (ред.). Бюллетень ВНИИ защиты растений. № 1—22, 1956—1971 гг.

## Литература

Могила Полякова на Серафимовском кладбище Санкт-Петербурга.